# آنکه هرگز نزیست
آنکه هرگز نزیست (به لهستانی: Kto nigdy nie żył…) یک فیلم درام لهستانی به کارگردانی آندژی سورین است که در سال ۲۰۰۶ منتشر شد و در بیست و هشتمین دورهٔ جشنواره بین‌المللی فیلم مسکو به نمایش درآمد.

## گزیدهٔ بازیگران
- میخاو ژبروفسکی
- یوآنا سیدور
- تِرِسا مارچفسکا
- ناتالیا ریبیتسکا
- وویچیخ متسفالدوفسکی
- یوآنا لیشوفسکا
- ماتئوش باناشوک
- پیوتر شچپانیک
- روبرت وینتسکیویچ
- آندژی سورین
- روبرت یانوفسکی
- یوآنا یابوچنسکا
- مودست روچینسکی
- باربارا کرافتوونا
- مایا بارئوکوفسکا
- تِـرِسا اشمیگیلوونا
- الکساندر بدناش